# Evangelický hřbitov ve Faustynově
Evangelický hřbitov ve Faustynově (Cmentarz ewangelicki w Faustynowie) je hřbitov nacházející se ve východní části polské vsi Faustynów u Zelova v Lodžském vojvodství.
Byl založen roku 1842 českými osadníky.
Na hřbitově, který je situován u lesa, se zachovalo několik náhrobků s českými nápisy. Na hřbitově je instalována informační tabule.

## Galerie

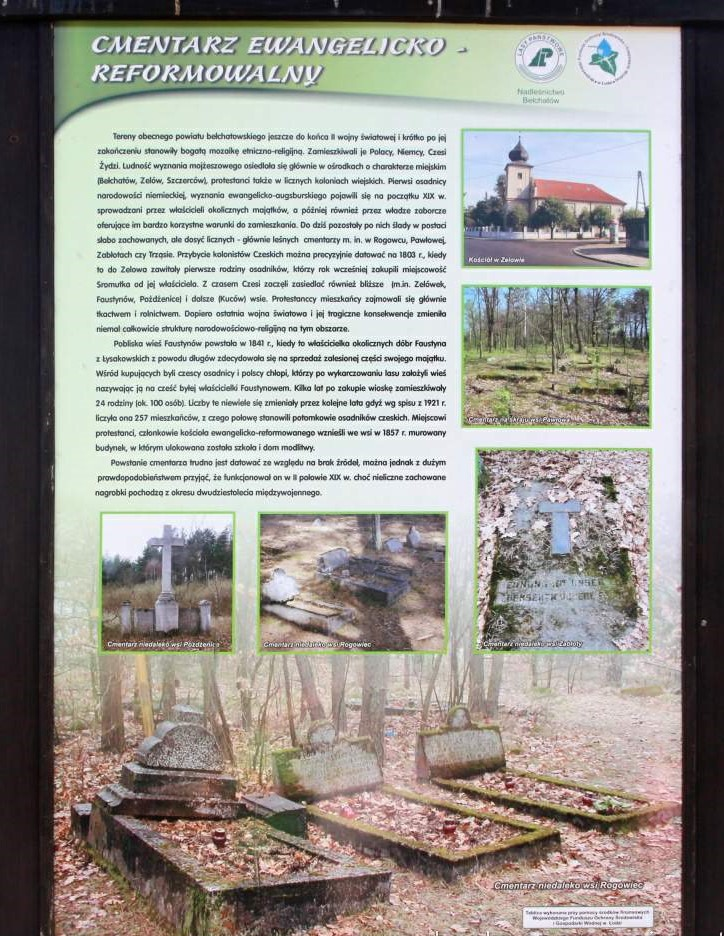
Informační tabule
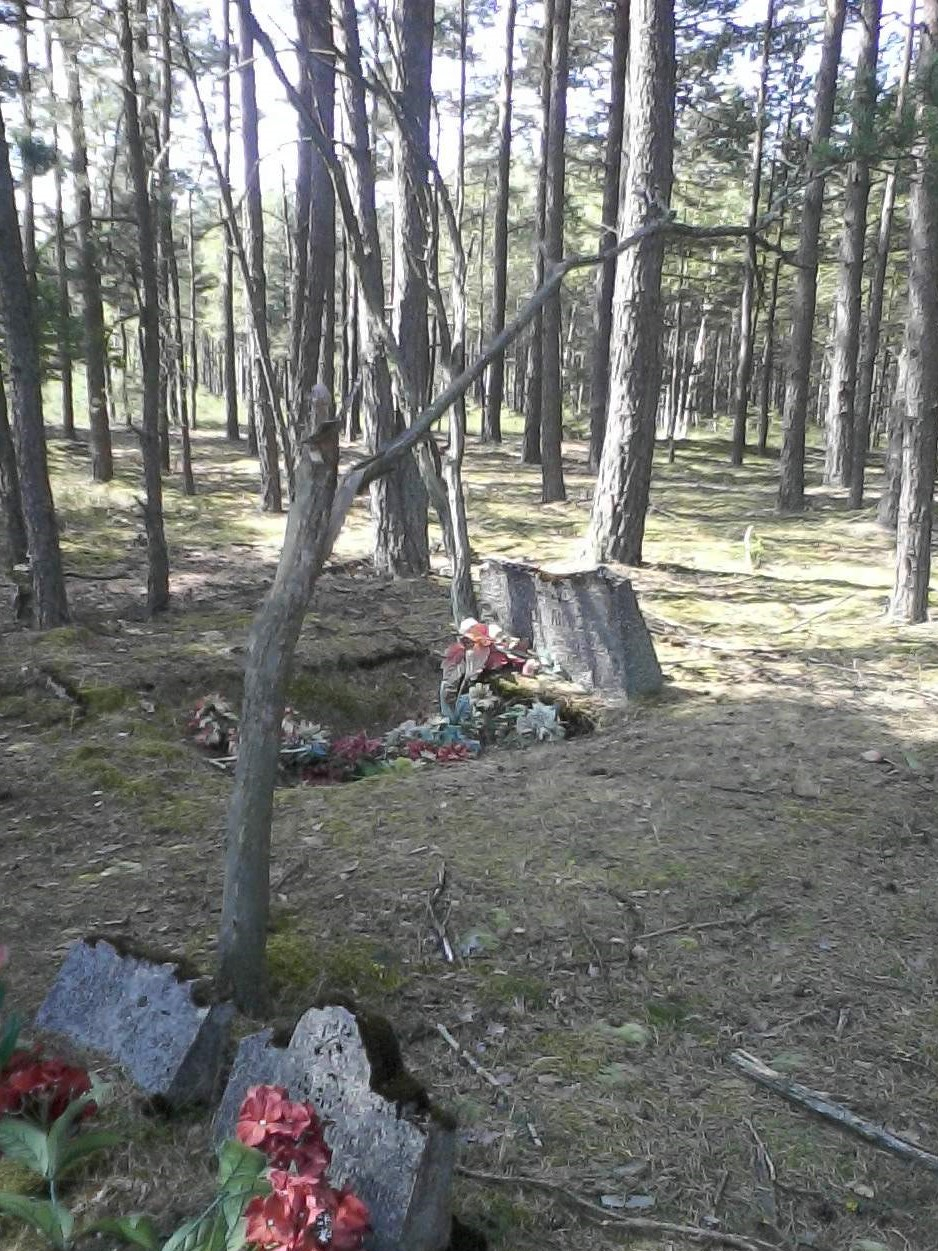
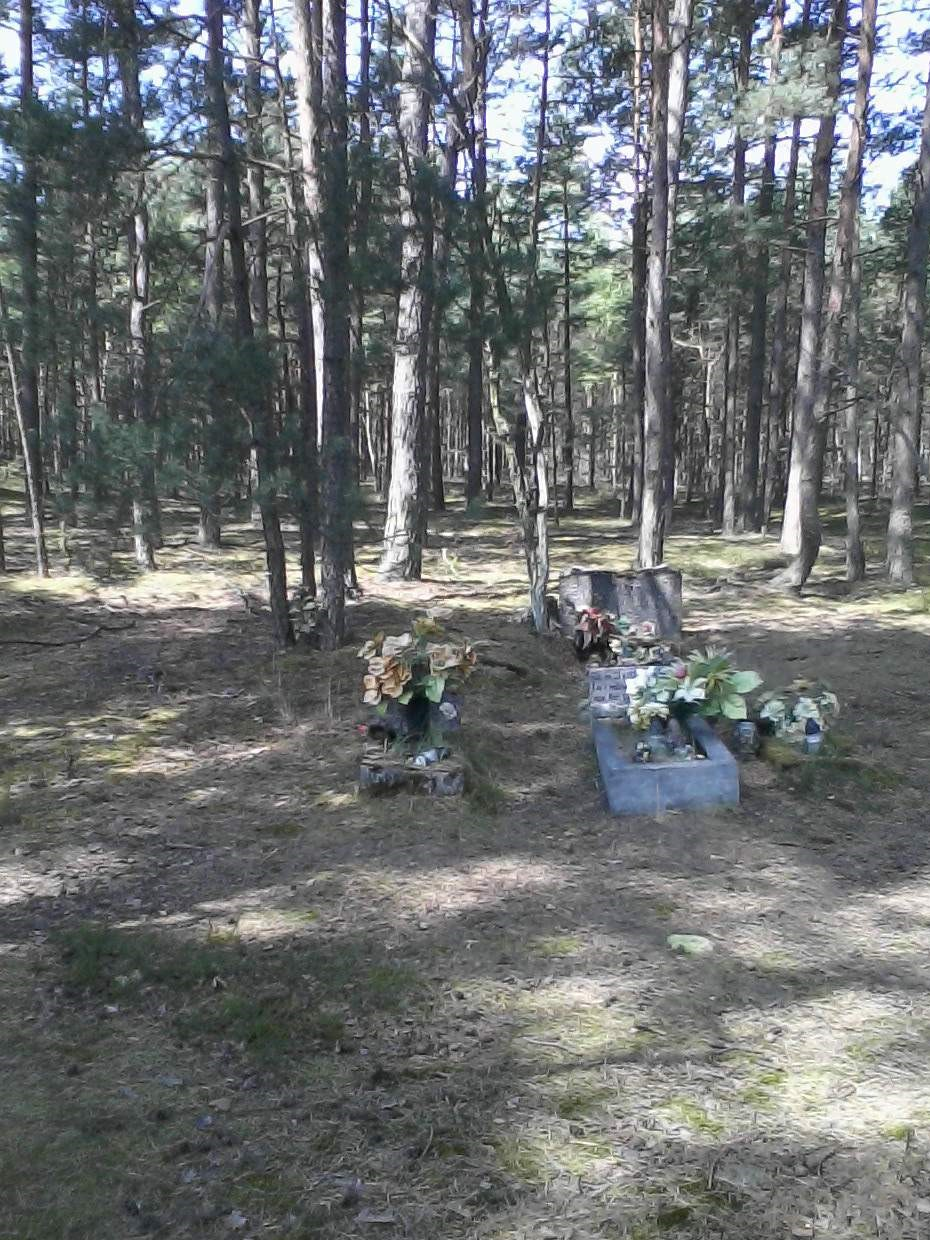
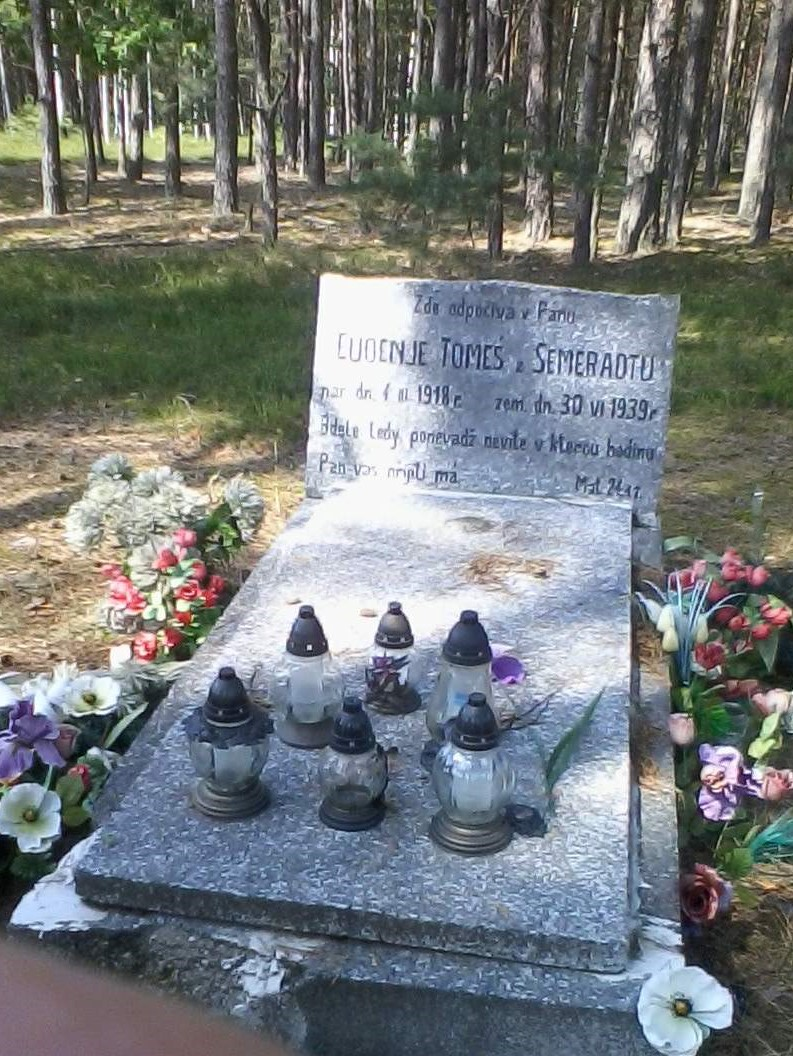
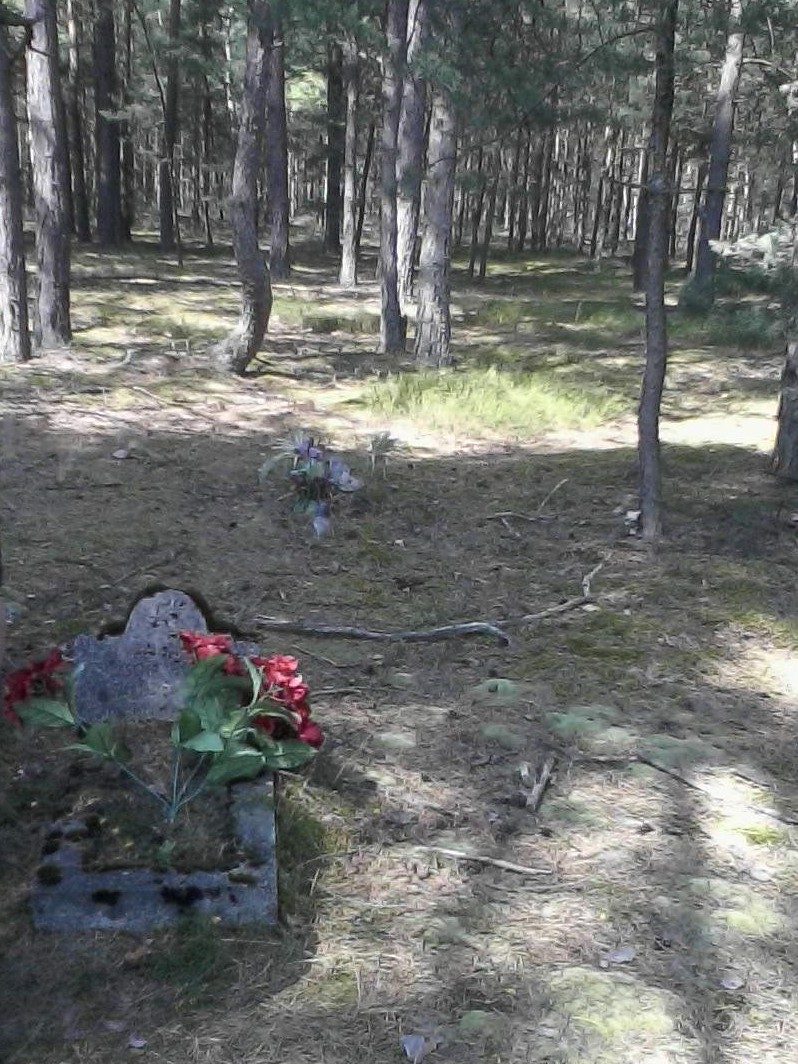
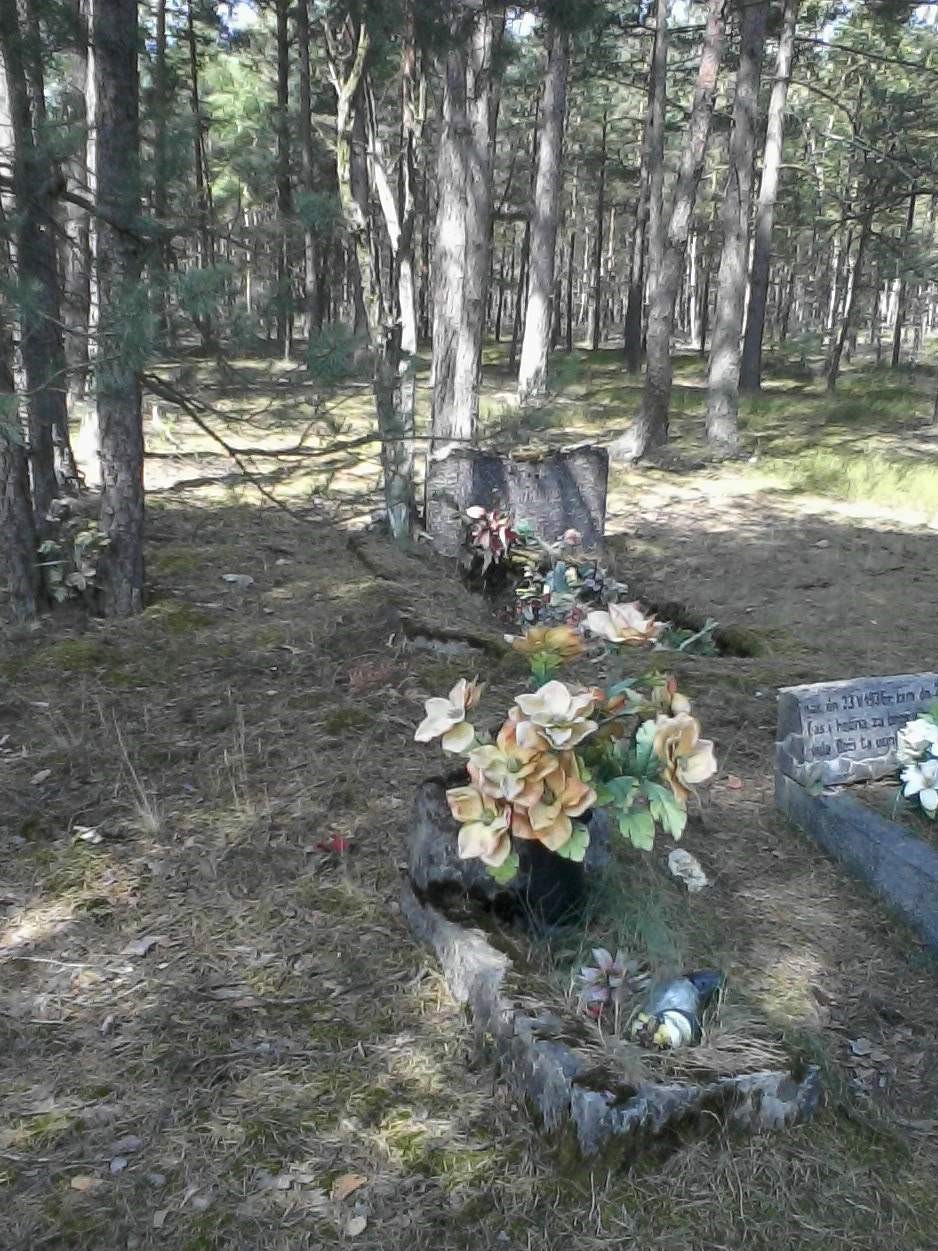
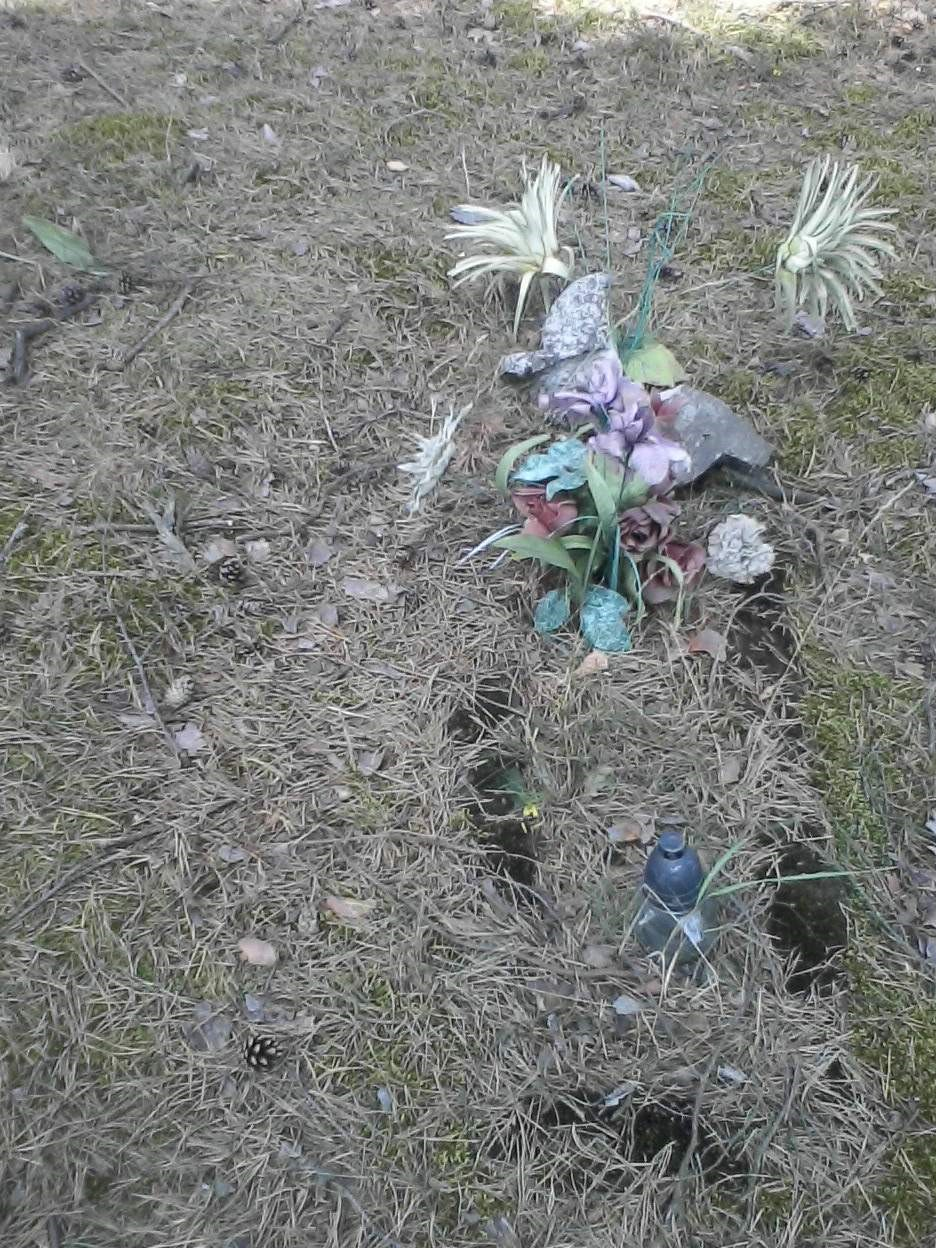
Dětský hrob
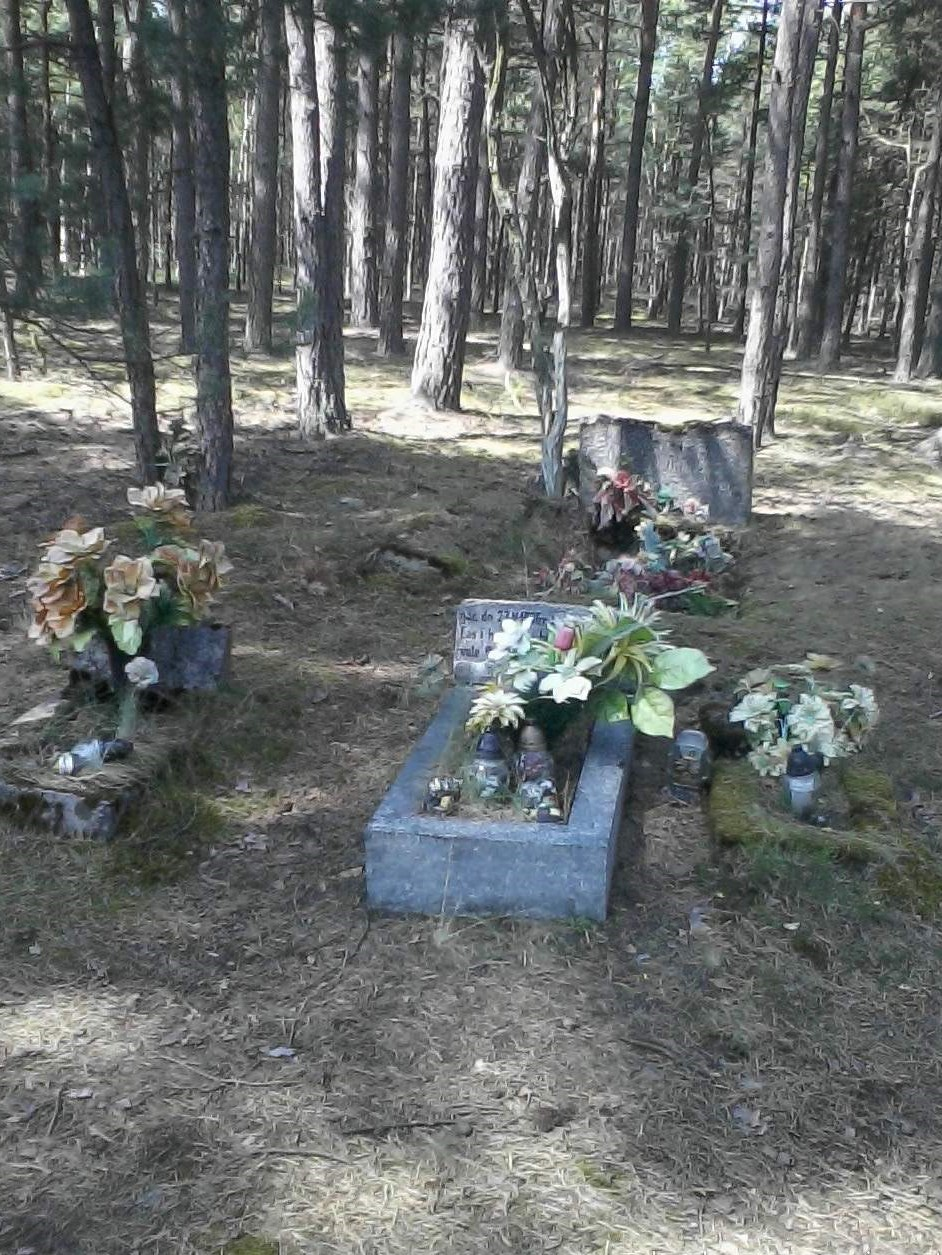
Dětské hroby
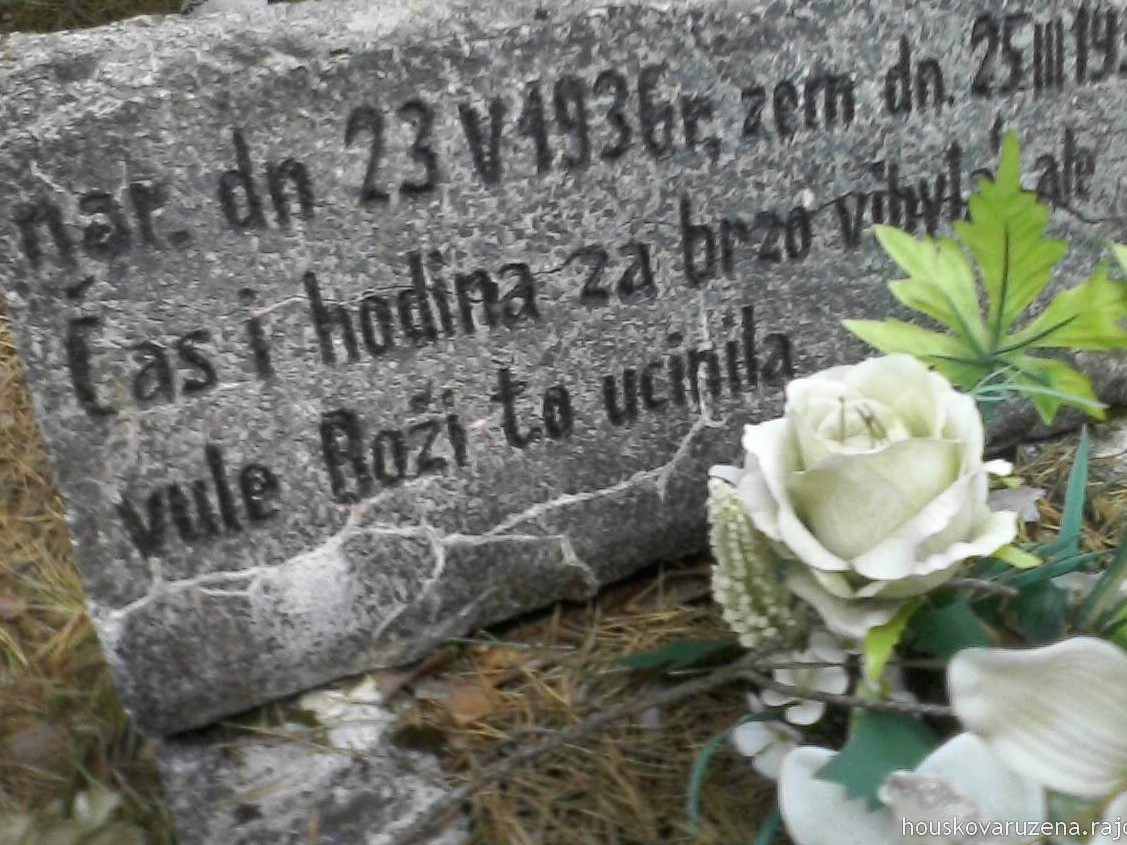
Detail dětského náhrobku (23.5.1936–25.3.1938)
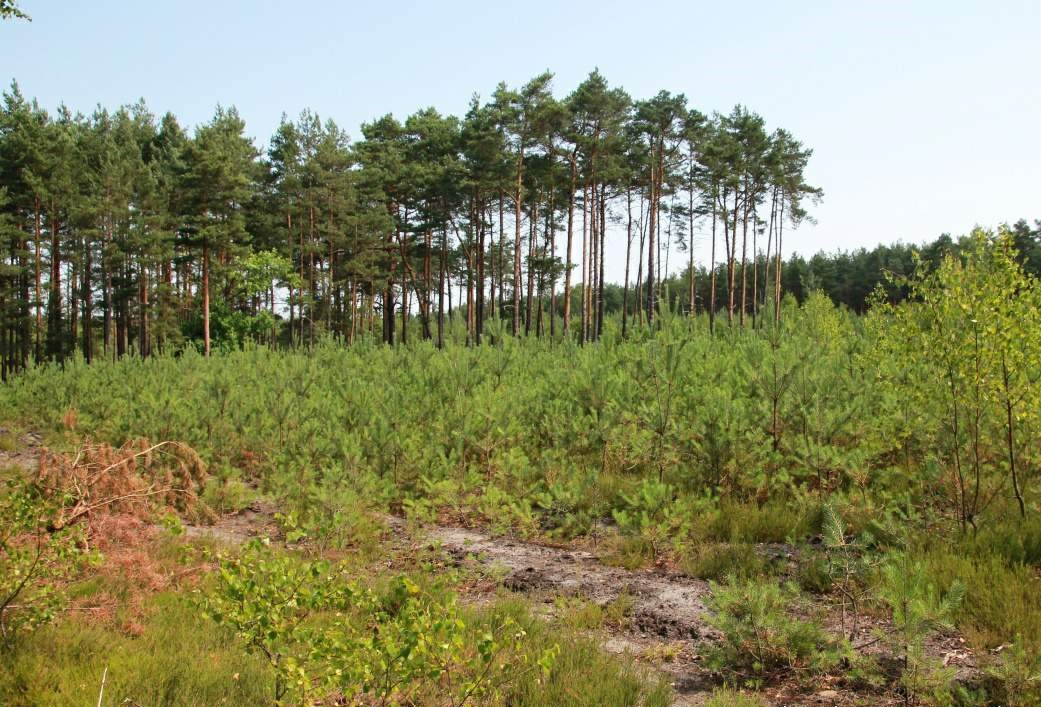
Cesta ke hřbitovu, který se ztráci ve vysokém borovicovém lese